# Burkau
Burkau (górnołuż. Porchow) – miejscowość i gmina we wschodnich Niemczech, w kraju związkowym Saksonia, w okręgu administracyjnym Drezno, w powiecie Budziszyn.

## Położenie geograficzne
Burkau leży w północnej części powiatu, w regionie bogatym w lasy. Położone jest ok. 6 km na północ od miasta Bischofswerda oraz ok. 16 km na zachód pod Budziszyna. W pobliżu znajduje się autostrada A4 łącząca Drezno i Görlitz. W pobliskich górach znajduje się jedna z najważniejszych rzek w tym regionie - Czarna Elstera.

## Historia
W 1164 wieś Burkau została wymieniona po raz pierwszy w dokumencie - inne źródła twierdzą, że stało się to sto lat później w 1312 roku.
W języku polskim miejscowość notowana w przeszłości pod nazwą Porchów.
Gmina w swej obecnej postaci istnieje od 1994 r. i składa się z następujących dzielnic:
- Auschkowitz (Wučkecy)
- Bocka (Bukowc)
- Großhänchen (Wulki Wosyk)
- Jiedlitz (Jědlica)
- Kleinhänchen (Mały Wosyk) z Neraditz (Njeradecy)
- Neuhof (Nowy Dwór)
- Pannewitz (Panecy)
- Taschendorf (Ledźborecy)
- Uhyst am Taucher (Horni Wujězd)